# Мютт, Мартен
Мартен Мютт (эст. Marten Mütt; 25 мая 1992, Таллин) — эстонский футболист, защитник и нападающий.

## Биография
Воспитанник футбольного клуба «Флора» (Таллин), занимался в секциях районов Мустамяэ и Кесклинн, а затем в основной юношеской команде. Взрослую карьеру начинал в низших лигах Эстонии в командах, входивших в систему «Флоры» — «Валга Уорриор», «Элва», «Флора-2». В 2011 году был отдан в аренду в «Вильянди», выступавший в высшем дивизионе, провёл в клубе два сезона. Дебютный матч в высшей лиге сыграл 19 марта 2011 года против «Таммеки», а всего за два сезона провёл 41 матч и забил 6 голов. В начале 2013 года был переведён в основную команду «Флоры», но за полсезона сыграл только 6 матчей в чемпионате. Стал обладателем Кубка Эстонии 2012/13, в финальном матче не играл. Во второй половине сезона 2013 года выступал на правах аренды за клуб высшей лиги «Курессааре», по окончании сезона покинул «Флору».
В 2014 году выступал в высшей лиге за «Пайде ЛМ», но сыграл только 7 матчей, во всех выходил на замены. В декабре 2014 года вместе с группой игроков стал фигурантом скандала, связанного с договорными матчами и манипуляциями на букмекерских ставках и был пожизненно дисквалифицирован, фактически пропустил 4 года. С 2019 года выступает за любительские клубы низших лиг.
Всего в высшей лиге Эстонии сыграл 68 матчей и забил 6 голов.
Выступал за сборные Эстонии младших возрастов, но не был их регулярным игроком, сыграв в общей сложности 10 матчей.
Помимо большого футбола, играет в пляжный футбол за один из сильнейших клубов Эстонии «Аугур». С 2019 года выступает за сборную Эстонии по пляжному футболу.

## Достижения
- Обладатель Кубка Эстонии: 2012/13